# Вольфганг Макатч

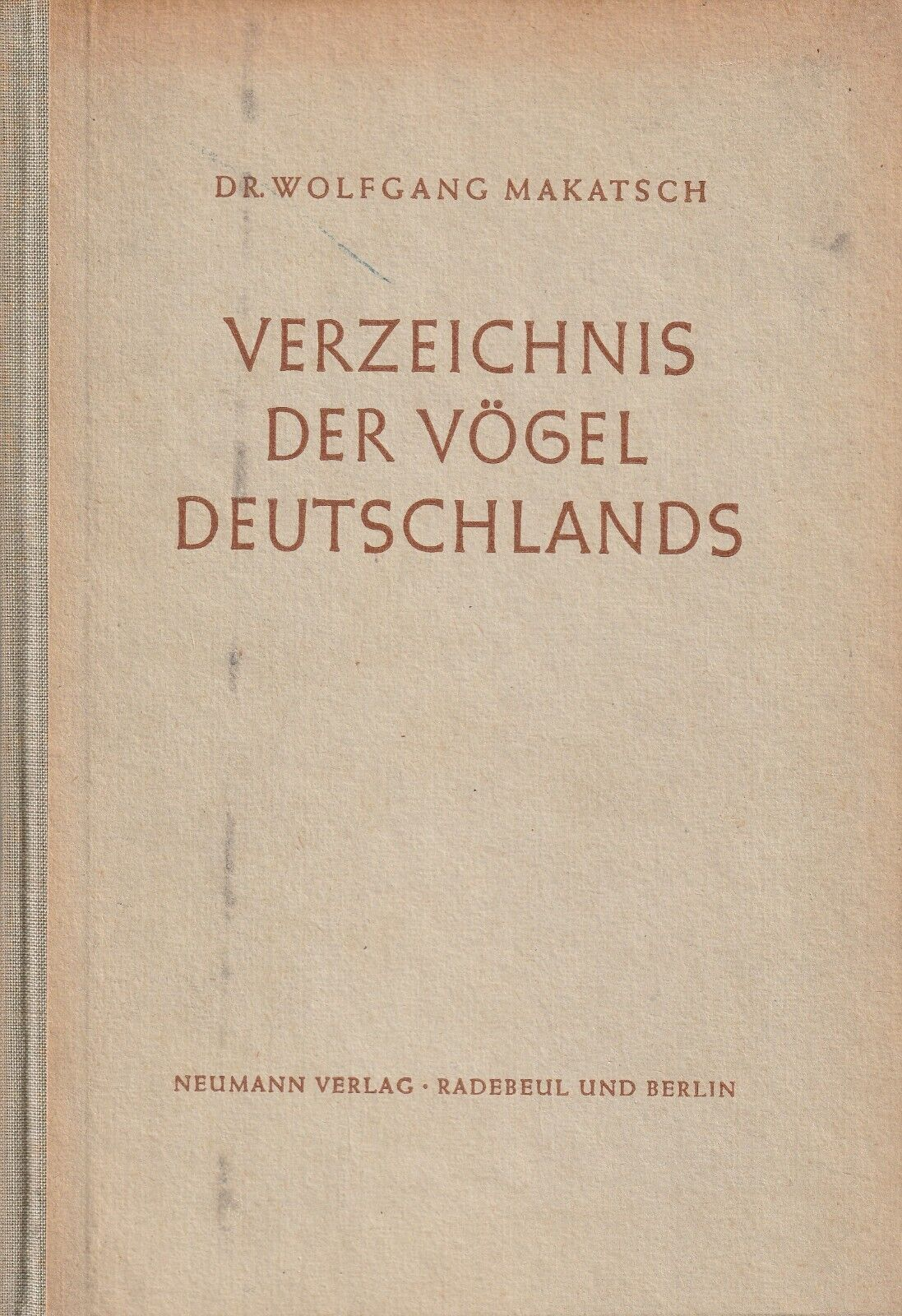
Книга Макача «Довідник птахів Німеччини»

Вольфганг Макатч (нар. 16 лютого 1906 року в Циттау — пом. 23 лютого 1983 року в Бауцені) — німецький орнітолог та автор книг з визначення птахів. Багато його праць перекладено іншими мовами.

## Біографія

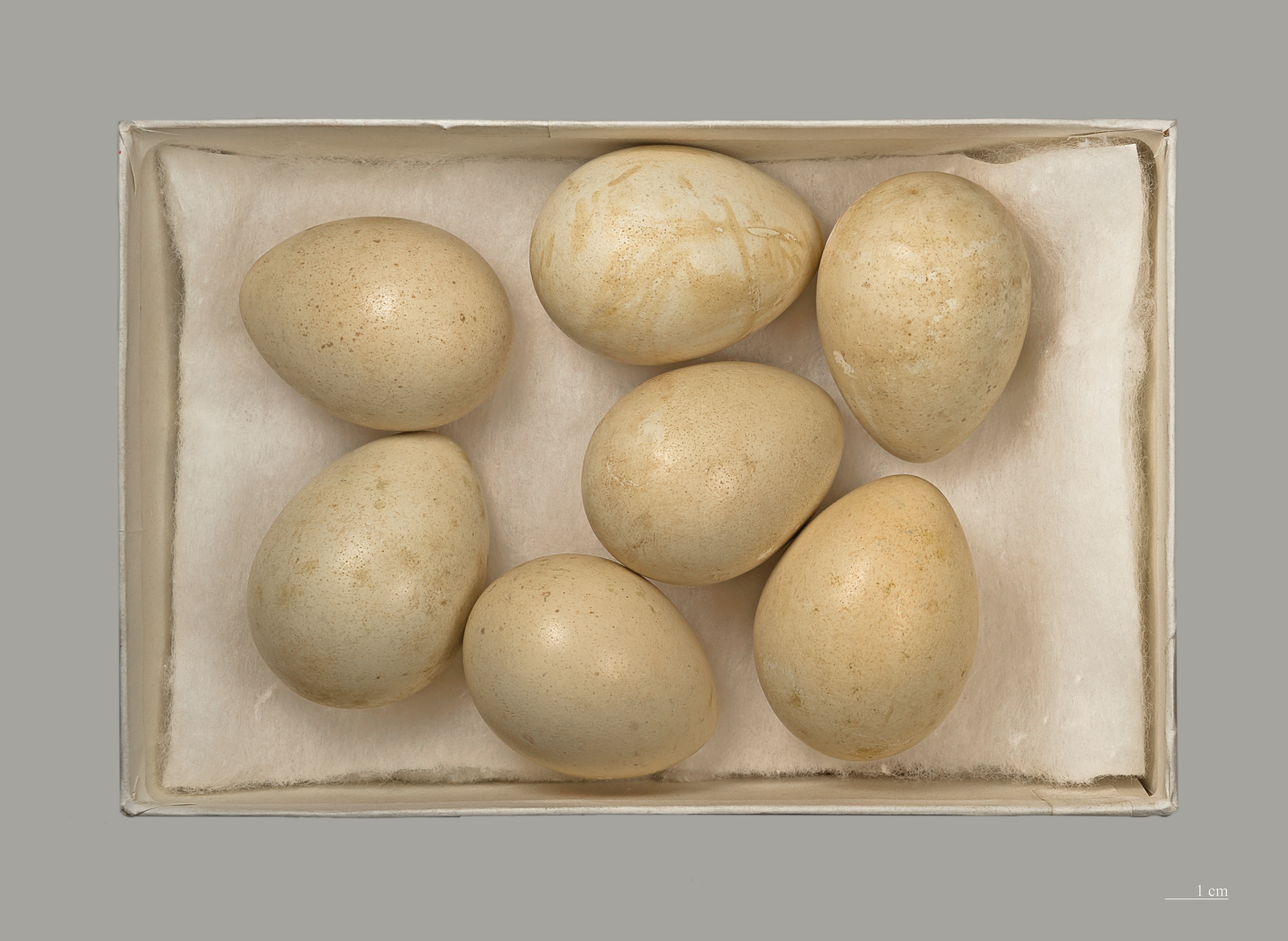
Яйця альпійської куріпки з колекції Вольфганга Макатча.

Макатч виріс у Бауцені та вивчав зоологію, ботаніку та географію в Лейпцигу та Мюнхені з 1926 по 1928 рік. Пізніше він був старшим викладачем у школі Святого Томаса в Лейпцигу, вчителем початкової школи в Пробштайді, а з вересня 1938 року — вчителем середньої школи в Німецькій школі в Салоніках. У 1941 році його призвали на військову службу, і того ж року він здобув докторський ступінь, захистивши дисертацію на тему «Внесок у пізнання пташиного світу Македонії». Після війни та інтернування в британському таборі в Австрії він повернувся до Бауцена та працював креслярем у геодезичній конторі.
Він працював у орнітологічних обсерваторіях Гельголанда та Россіттена (нині Рибачий). У своїй роботі 1967 року «Жодне яйце не подібне на інше» він припустив, що білий колір є найдавнішим кольором пташиних яєць з еволюційного погляду. Він обґрунтував це білим кольором яєць рептилій. Він стверджував, що необхідність маскувати яйця від хижаків призвела до зміни кольору яєць.
Вольфганг Макатч здійснив численні подорожі, зібравши 32 000 яєць від 1200 видів птахів. Ця колекція вважається однією з найцінніших в Європі. Нині ця колекція є однією з найбагатших у Німеччині та зберігається в Дрезденському музеї зоології.

## Вибрані публікації
- Unser Kuckuck. A. Ziemsen Verlag, Wittenberg 1949.
- Der Vogel und sein Ei. A. Ziemsen Verlag, Wittenberg 1949.
- Die Vogelwelt Macedoniens. Akademische Verlagsgesellschaft, Leipzig 1950.
- Die Vögel der Seen und Teiche. Neumann Verlag, Radebeul 1952.
- Die Vögel in Feld und Flur. Neumann Verlag, Radebeul 1954.
- Die Vögel der Erde. Systematische Übersicht. Duncker & Humblot Verlag, Berlin, 1954.
- Die Vögel in Haus, Hof und Garten. Neumann Verlag, Radebeul 1957.
- Der Vogel und seine Jungen. Neue Brehm Bücherei 41, 1959.
- Die Vögel in Wald und Heide. Neumann Verlag, Radebeul 1959.
- Die Vögel an Strand und Watt. Neumann Verlag, Radebeul 1962.
- Wir bestimmen die Vögel Europas. Neumann Verlag, Radebeul 1966.
- Kein Ei gleicht dem anderen. Unterhaltsames und Lehrreiches über die Vögel und ihre Eier. Neumann Verlag, Radebeul 1967.
- Die Eier der Vögel Europas. Eine Darstellung der Brutbiologie aller in Europa brütenden Vogelarten. 2 Bände. Neumann Verlag, Radebeul 1974.
- Verzeichnis der Vögel der Deutschen Demokratischen Republik. Neumann Verlag, Leipzig/Radebeul 1981.